# Chery Exeed Yaoguang

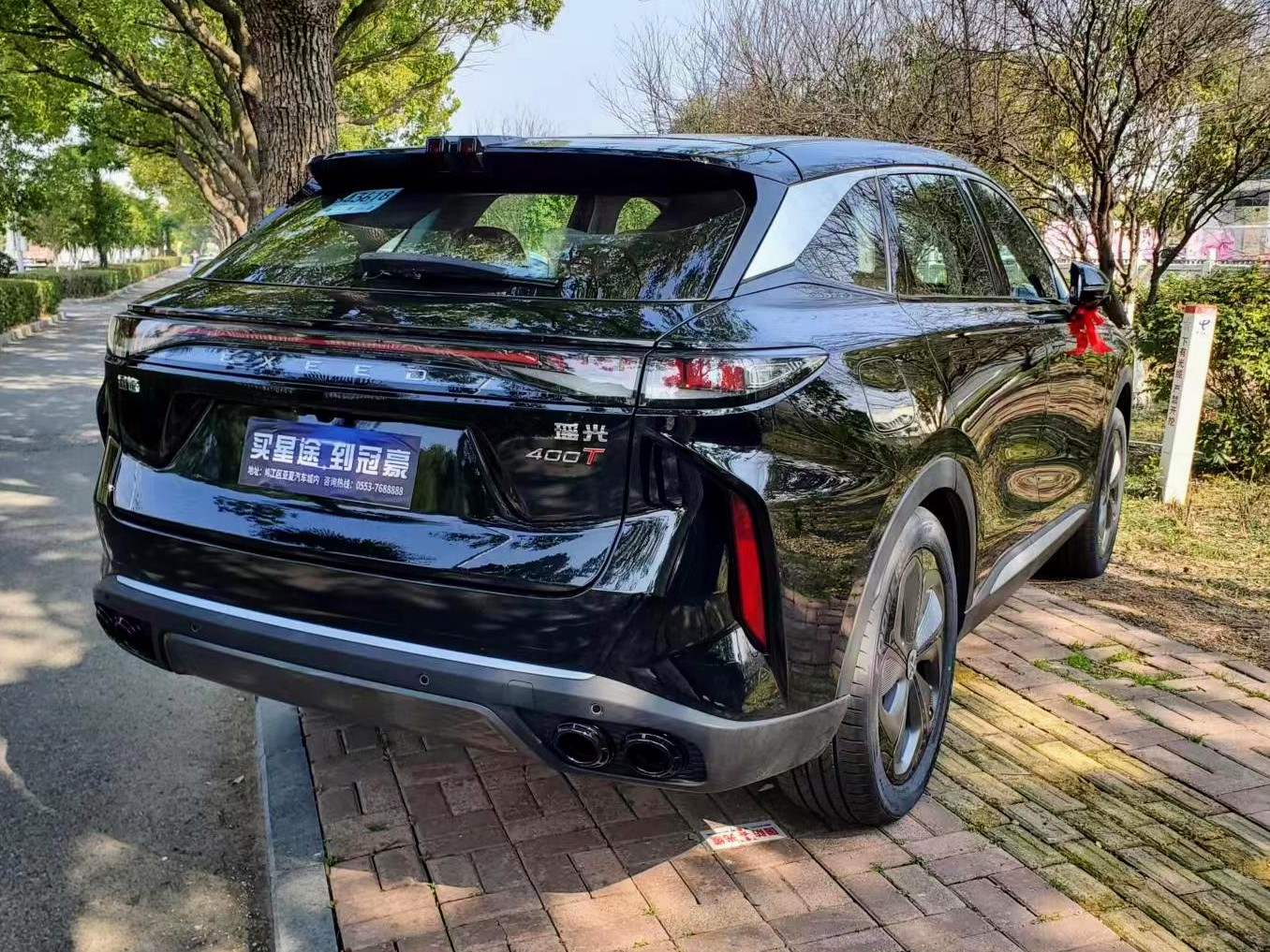
Heckansicht

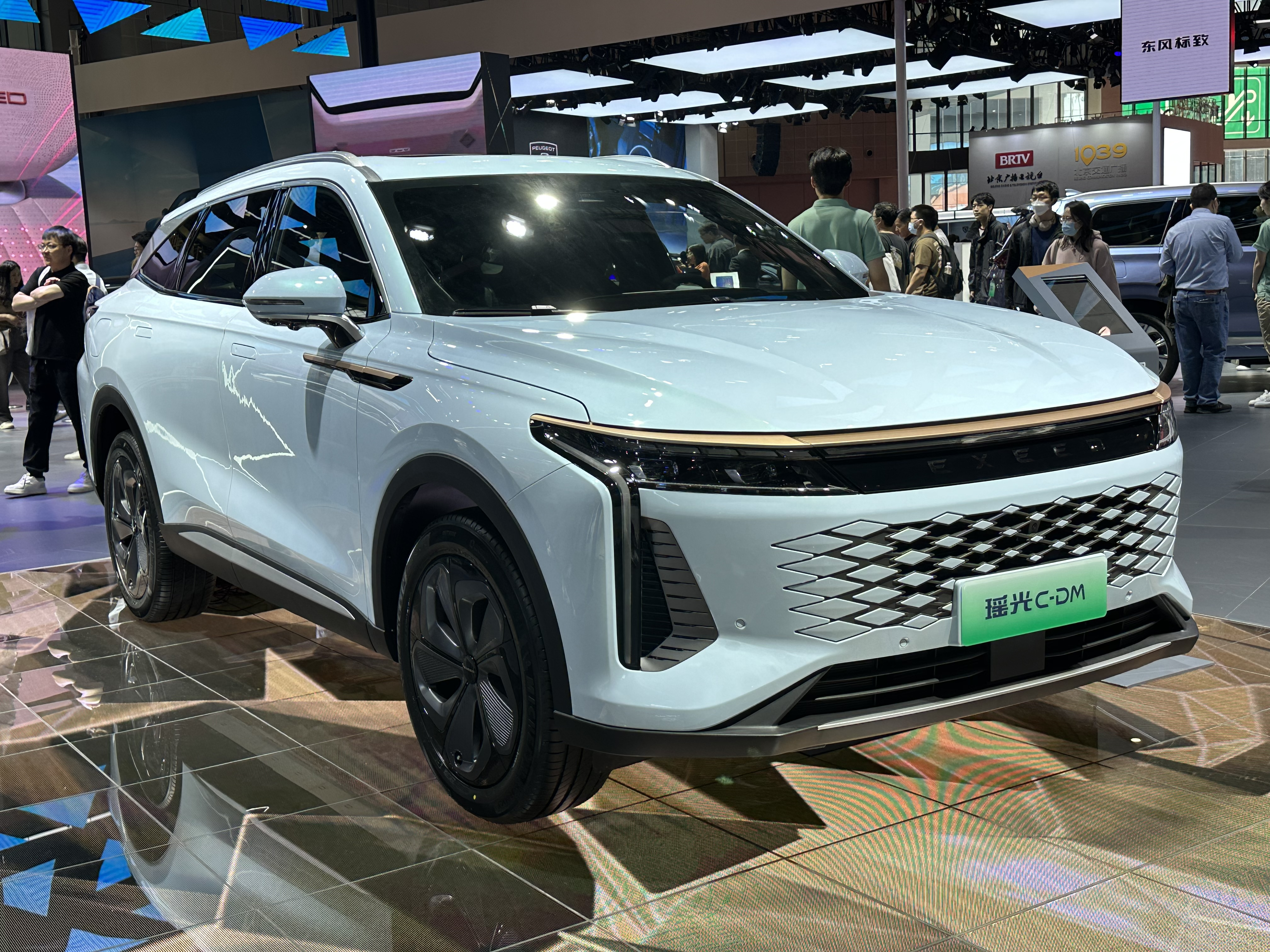
Chery Exeed Yaoguang C-DM auf der Shanghai Auto Show 2023

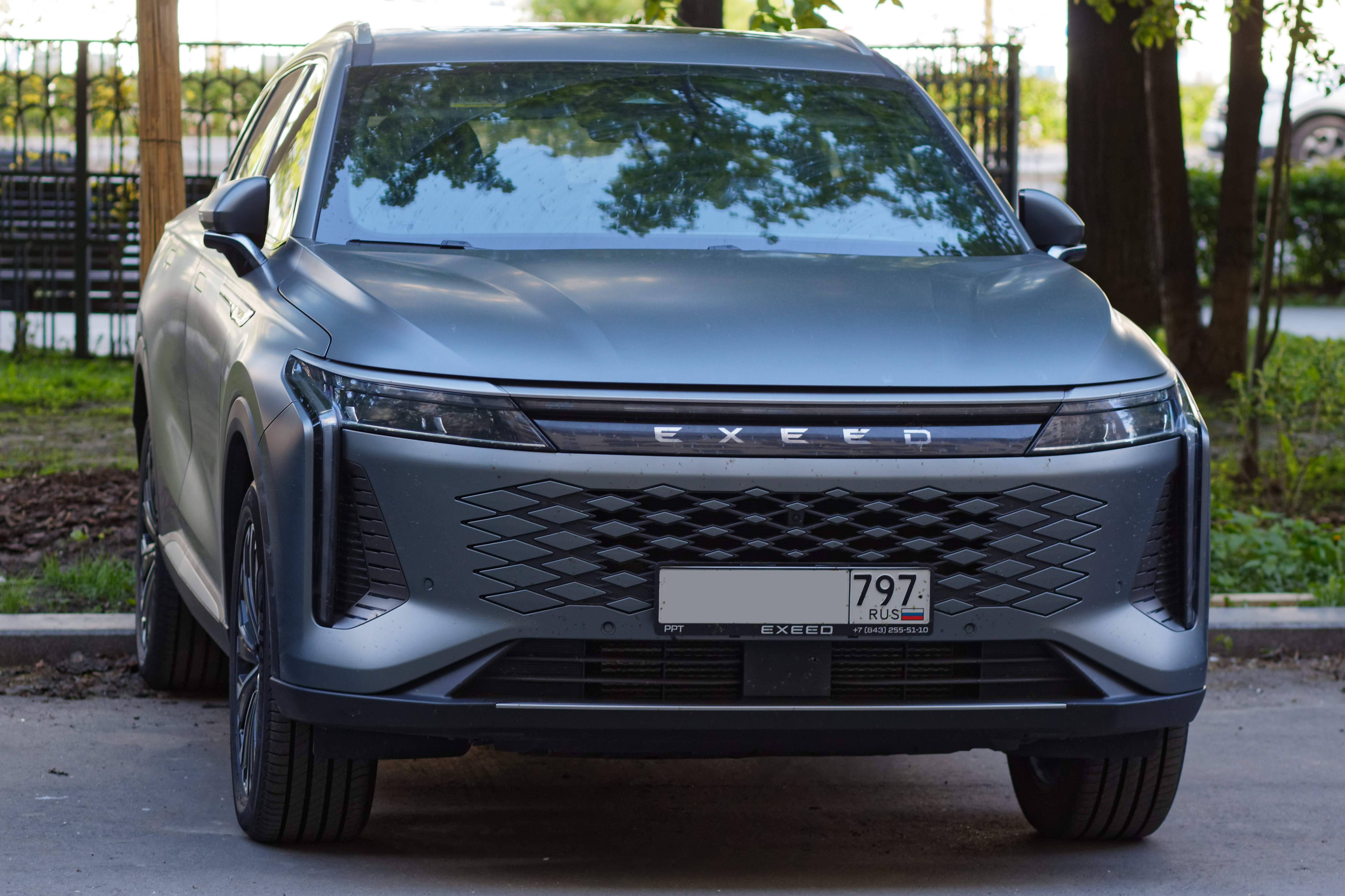
Chery Exeed RX (seit 2023)

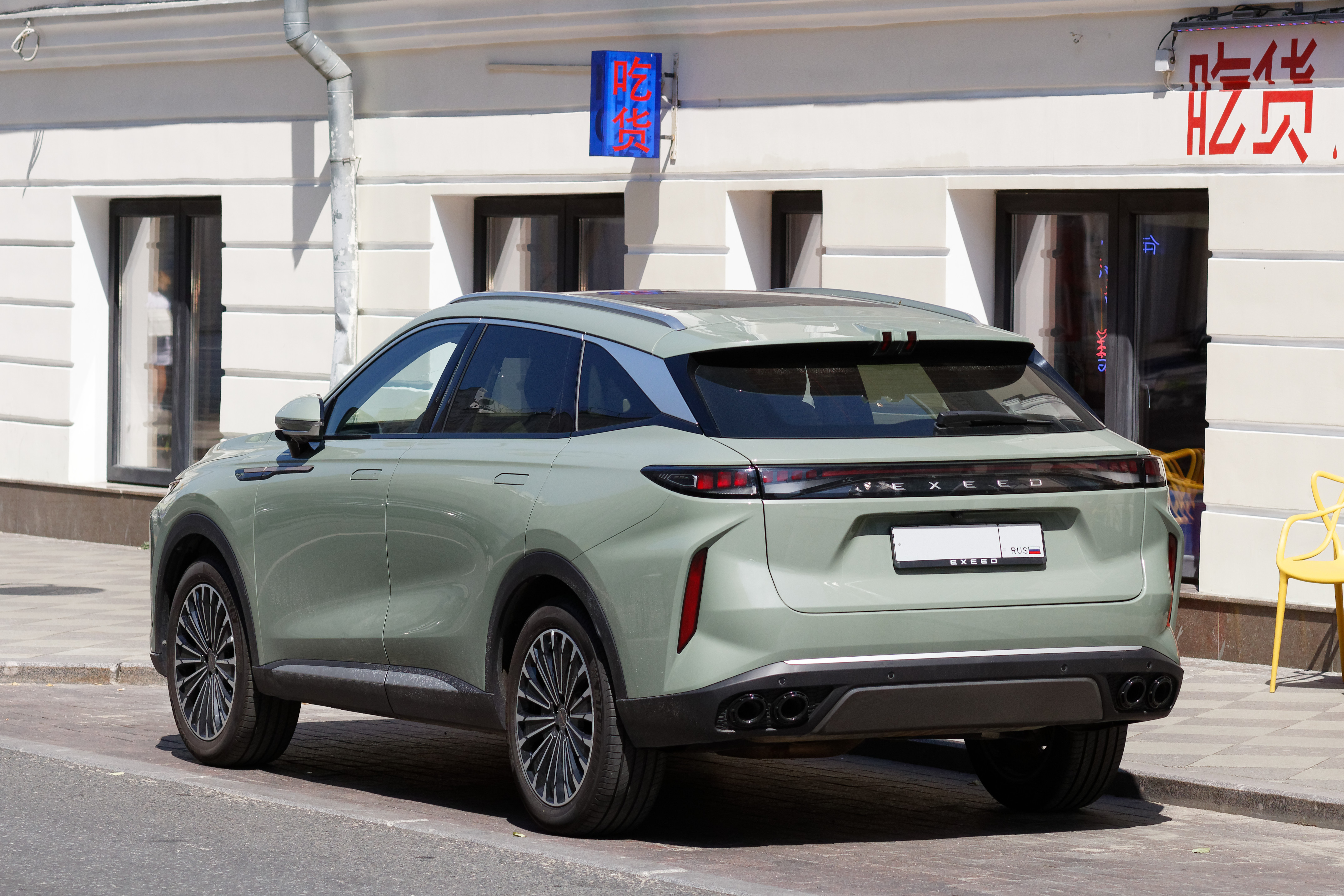
Heckansicht

Der Chery Exeed Yaoguang ist ein Sport Utility Vehicle des chinesischen Automobilherstellers Chery Automobile, der unter der Marke Chery und der Submarke Exeed vermarktet wird.

## Geschichte
Einen ersten Ausblick auf das SUV zeigte der Hersteller im August 2022 auf der Chengdu Auto Show mit dem Konzeptfahrzeug Chery Exeed AtlantiX. Erste Bilder des 4,78 Meter langen Serienmodells wurden Anfang Oktober 2022 veröffentlicht. Im Februar 2023 kam es in China auf den Markt, Russland folgte im Juli 2023. Eine Plug-in-Hybrid-Version (C-DM) der Baureihe debütierte im April 2023 auf der Shanghai Auto Show. Sie kam im Februar 2024 in China auf den Markt.
Der Begriff Yaoguang ist chinesisch und ist inspiriert vom Stern Alkaid im Sternbild Großer Bär. In Russland wird der Wagen als Chery Exeed RX, in Südafrika als Omoda C9 und in Europa als Omoda 9 vermarktet.

## Sicherheit
Im Sommer 2025 wurde der Omoda 9 vom Euro NCAP auf die Fahrzeugsicherheit getestet. Er erhielt fünf von fünf möglichen Sternen.

## Technische Daten
Angetrieben wird der Wagen von einem aufgeladenen 2,0-Liter-Ottomotor mit 192 kW (261 PS). Für den russischen Markt ist die maximale Leistung wegen steuerlicher Vorteile auf 183 kW (249 PS) gedrosselt. Während in China Allradantrieb Aufpreis kostet, ist das SUV in Russland nur damit erhältlich. Technisch ähnlich ist der Chery Tiggo 9. Der Plug-in-Hybrid hat einen 1,5-Liter-Ottomotor mit 115 kW (156 PS) und bis zu zwei Elektromotoren.
|                                             | Yaoguang 400T                    | Yaoguang C-DM               | Yaoguang C-DM               | Yaoguang C-DM 4WD                 | Yaoguang C-DM 4WD                 | RX 2.0 TGDI                      | RX 2.0 TGDI                      | RX 2.0 TGDI                |
| ------------------------------------------- | -------------------------------- | --------------------------- | --------------------------- | --------------------------------- | --------------------------------- | -------------------------------- | -------------------------------- | -------------------------- |
| Bauzeitraum                                 | seit 02/2023                     | seit 02/2024                | seit 02/2024                | 02/2024–08/2024                   | seit 08/2024                      | seit 11/2024                     | seit 07/2023                     | seit 06/2024               |
| Markt                                       | China                            | China                       | China                       | China                             | China                             | Russland                         | Russland                         | Russland                   |
| Motorkenndaten                              |                                  |                             |                             |                                   |                                   |                                  |                                  |                            |
| Motortyp                                    | R4-Ottomotor                     | R4-Ottomotor + Elektromotor | R4-Ottomotor + Elektromotor | R4-Ottomotor + 2 Elektromotoren   | R4-Ottomotor + 2 Elektromotoren   | R4-Ottomotor                     | R4-Ottomotor                     | R4-Ottomotor               |
| Motoraufladung                              | Turbolader                       | Turbolader                  | Turbolader                  | Turbolader                        | Turbolader                        | Turbolader                       | Turbolader                       | Turbolader                 |
| Hubraum                                     | 1998 cm³                         | 1499 cm³                    | 1499 cm³                    | 1499 cm³                          | 1499 cm³                          | 1998 cm³                         | 1998 cm³                         | 1998 cm³                   |
| max. Leistung Verbrennungsmotor bei min−1   | 192 kW (261 PS)                  | 115 kW (156 PS) / 5200      | 115 kW (156 PS) / 5200      | 115 kW (156 PS) / 5200            | 115 kW (156 PS) / 5200            | 145 kW (197 PS) / 5000           | 183 kW (249 PS) / 5500           | 183 kW (249 PS) / 5500     |
| max. Leistung Elektromotoren                | —                                | 165 kW (224 PS)             | 165 kW (224 PS)             | 165 kW (224 PS) + 175 kW (238 PS) | 165 kW (224 PS) + 175 kW (238 PS) | —                                | —                                | —                          |
| max. Systemleistung                         | —                                | 270 kW (367 PS)             | 270 kW (367 PS)             | 445 kW (605 PS)                   | 455 kW (619 PS)                   | —                                | —                                | —                          |
| max. Drehmoment Verbrennungsmotor bei min−1 | 400 Nm / 1750–4000               | 220 Nm / 2500–4000          | 220 Nm / 2500–4000          | 220 Nm / 2500–4000                | 220 Nm / 2500–4000                | 375 Nm / 1750–3500               | 385 Nm / 1750–4000               | 385 Nm / 1750–4000         |
| max. Drehmoment Elektromotoren              | —                                | 390 Nm                      | 390 Nm                      | 390 Nm + 310 Nm                   | 390 Nm + 310 Nm                   | —                                | —                                | —                          |
| max. Systemdrehmoment                       | —                                | 605 Nm                      | 605 Nm                      | 915 Nm                            | 920 Nm                            | —                                | —                                | —                          |
| Kraftübertragung                            |                                  |                             |                             |                                   |                                   |                                  |                                  |                            |
| Antrieb, serienmäßig                        | Vorderradantrieb                 | Vorderradantrieb            | Vorderradantrieb            | Allradantrieb                     | Allradantrieb                     | Allradantrieb                    | Allradantrieb                    | Allradantrieb              |
| Antrieb, optional                           | (Allradantrieb)                  | —                           | —                           | —                                 | —                                 | —                                | —                                | —                          |
| Getriebe, serienmäßig                       | 7-Stufen-Doppelkupplungsgetriebe | 3-Stufen-Hybridgetriebe     | 3-Stufen-Hybridgetriebe     | 3-Stufen-Hybridgetriebe           | 3-Stufen-Hybridgetriebe           | 7-Stufen-Doppelkupplungsgetriebe | 7-Stufen-Doppelkupplungsgetriebe | 8-Stufen-Automatikgetriebe |
| Messwerte                                   |                                  |                             |                             |                                   |                                   |                                  |                                  |                            |
| Leergewicht                                 | 1701 kg (1783 kg)                | 1913 kg                     | 2030 kg                     | 2175 kg                           | 2171 kg                           | 1865 kg                          | 1865 kg                          | 1923 kg                    |
| Höchstgeschwindigkeit                       | 205 km/h (200 km/h)              | 180 km/h                    | 180 km/h                    | 180 km/h                          | 200 km/h                          | 200 km/h                         | 200 km/h                         | 200 km/h                   |
| Beschleunigung, 0–100 km/h                  | 8,6 s (8,6 s)                    | 7,9 s                       | 8,4 s                       | 4,9 s                             | 4,3 s                             | 9,3 s                            | 7,6 s                            | 8,6 s                      |
| Kraftstoffverbrauch auf 100 km, kombiniert  | 7,6 l Super (8,1 l Super)        | 1,5 l Super                 | 0,8 l Super                 | 2,2 l Super                       | 1,1 l Super                       | 8,4 l Super                      | 7,6 l Super                      | 8,5 l Super                |
| Tankinhalt                                  | 65 l                             | 70 l                        | 70 l                        | 70 l                              | 70 l                              | 65 l                             | 65 l                             | 65 l                       |
| Batteriekapazität                           | —                                | 19,43 kWh                   | 34,46 kWh                   | 34,46 kWh                         | 34,46 kWh                         | —                                | —                                | —                          |
| elektrische Reichweite nach WLTP            | —                                | 83 km                       | 160 km                      | 150 km                            | 150 km                            | —                                | —                                | —                          |
| Abgasnorm                                   | China VIb                        | China VIb                   | China VIb                   | China VIb                         | China VIb                         | Euro 6b                          | Euro 6b                          | Euro 6b                    |

* Werte in runden Klammern gelten für Modelle mit optionalem Antrieb.